# Nick Cushing
Nicholas Cushing (Chester, Inglaterra, 9 de noviembre de 1984) es un entrenador de fútbol inglés. Actualmente sin club.

## Carrera
Originalmente se unió al Manchester City en un rol junior en 2008, Cushing se abrió camino a través de una sucesión de puestos de entrenador comenzando como entrenador de escuelas y progresando a la configuración de la academia antes de hacer la transición al equipo femenino del club. En 2013, cuando el Manchester City Women comenzaba sus preparativos para su primera temporada en la ampliada WSL, a Cushing se le ofreció su primer puesto de alto nivel cuando fue ascendido a la posición gerencial del equipo femenino, intercambiando lugares con el gerente Leigh Wood, quien dejó el club poco después.
En su primera temporada, el City de Cushing comenzó lentamente a medida que se ajustaban a su nuevo estatus de primera división, terminando quinto de ocho equipos y registrando solo seis victorias en sus 14 partidos, aunque la temporada se salvó en cierta medida cuando el Manchester City se convirtió en el primer equipo en cuatro temporadas en vencer al Arsenal por el trofeo de la FA WSL Cup. Su deslucida forma continuó al comienzo de la temporada 2015, ya que sumó cinco puntos en sus primeros cinco partidos de liga antes de que la temporada fuera interrumpida durante dos meses por la Copa Mundial Femenina de la FIFA 2015, en la que Inglaterra terminó en un tercer puesto muy meritorio. Al regresar del descanso, la actuación de Inglaterra aparentemente dio vida al equipo City de Cushing, ya que logró una racha de 12 victorias en 13 partidos.
Aunque su equipo culminó el 2015 sin trofeos, entró en la siguiente temporada en forma desenfrenada, manteniendo en la liga con un récord defensivo sin precedentes de solo cuatro goles recibidos en 16 juegos para ganar un primer título de liga. Luego, Cushing sumó a su botín de trofeos con un segundo título de la WSL Cup en un partido que fue igualmente notable por su decisión de permanecer en la prórroga hasta el pitido final a pesar de haber sido llamado para asistir a su esposa que estaba de parto con su tercer hijo. Nick también se sumó a sus honores con un gong personal, siendo premiado como Manager del Año en los Premios del Fútbol Femenino. Si bien su equipo decepcionó un poco al no poder defender su título en la Spring Series, Cushing al menos pudo completar su barrido limpio de los trofeos nacionales, ganando la FA Women's Cup con una amplia derrota de Birmingham City en mayo de 2017.

### New York City FC
El 9 de enero de 2020, se anunció que Cushing se convertiría en entrenador asistente de Ronny Deila en el New York City FC, siendo su último partido a cargo del Manchester City Women. frente al Arsenal el 2 de febrero de 2020. El 13 de junio de 2022, Cushing se convirtió en el entrenador interino del club después de que el entrenador Ronny Deila partiera hacia el club belga Standard de Lieja. El 10 de noviembre de 2022, Cushing fue confirmado como entrenador antes de la temporada 2023.El 26 de noviembre de 2024, fue despedido de su cargo después de caer en las semifinales de la Conferencia Este.

## Estadísticas como entrenador
| Equipo                              | Div.                | Temporada           | Liga | Liga | Liga | Liga | Liga |    | Copa | Copa | Copa | Copa |    | Internacional | Internacional | Internacional | Internacional | Internacional |   | Otros | Otros | Otros | Otros |    | Totales     | Totales | Totales | Totales | Totales | Totales | Totales | Totales |
| Equipo                              | Div.                | Temporada           | PD   | G    | E    | P    | Pos. | PD | G    | E    | P    | PD   | G  | E             | P             | Pos.          | PD            | G             | E | P     | PD    | G     | E     | P  | Rendimiento | GF      | GC      | Dif.    |         |         |         |         |
| ----------------------------------- | ------------------- | ------------------- | ---- | ---- | ---- | ---- | ---- | -- | ---- | ---- | ---- | ---- | -- | ------------- | ------------- | ------------- | ------------- | ------------- | - | ----- | ----- | ----- | ----- | -- | ----------- | ------- | ------- | ------- | ------- | ------- | ------- | ------- |
| Manchester City Femenino Inglaterra | 1.ª                 | 2014                | 14   | 6    | 1    | 7    | 5.º  | 9  | 7    | 0    | 2    | -    | -  | -             | -             | -             | -             | -             | - | -     | 23    | 13    | 1     | 9  | 57.97%      | 27      | 23      | +4      |         |         |         |         |
| Manchester City Femenino Inglaterra | 1.ª                 | 2015                | 14   | 9    | 3    | 2    | 2.º  | 9  | 7    | 0    | 2    | -    | -  | -             | -             | -             | -             | -             | - | -     | 23    | 16    | 3     | 4  | 73.92%      | 46      | 16      | +30     |         |         |         |         |
| Manchester City Femenino Inglaterra | 1.ª                 | 2016                | 16   | 13   | 3    | 0    | 1.º  | 7  | 6    | 0    | 1    | 8    | 6  | 1             | 1             | 1/2           | -             | -             | - | -     | 31    | 25    | 4     | 2  | 84.95%      | 53      | 10      | +43     |         |         |         |         |
| Manchester City Femenino Inglaterra | 1.ª                 | 2017                | 8    | 6    | 1    | 1    | 2.º  | 4  | 4    | 0    | 0    | -    | -  | -             | -             | -             | -             | -             | - | -     | 12    | 10    | 1     | 1  | 86.11%      | 25      | 8       | +17     |         |         |         |         |
| Manchester City Femenino Inglaterra | 1.ª                 | 2017-18             | 18   | 12   | 2    | 4    | 2.º  | 11 | 9    | 0    | 2    | 8    | 6  | 1             | 1             | 1/2           | -             | -             | - | -     | 37    | 27    | 3     | 7  | 75.67%      | 96      | 31      | +65     |         |         |         |         |
| Manchester City Femenino Inglaterra | 1.ª                 | 2018-19             | 20   | 14   | 5    | 1    | 2.º  | 13 | 11   | 2    | 0    | 2    | 0  | 1             | 1             | 1/16          | -             | -             | - | -     | 35    | 25    | 8     | 2  | 79.05%      | 93      | 21      | +72     |         |         |         |         |
| Manchester City Femenino Inglaterra | 1.ª                 | 2019-20             | 14   | 12   | 0    | 2    | Inc. | 7  | 5    | 0    | 2    | 4    | 2  | 1             | 1             | 1/8           | -             | -             | - | -     | 25    | 19    | 1     | 5  | 77.33%      | 67      | 18      | +49     |         |         |         |         |
| New York City Estados Unidos        | 1.ª                 | 2022                | 21   | 8    | 5    | 8    | 5.º  | -  | -    | -    | -    | -    | -  | -             | -             | -             | 3             | 2             | 0 | 1     | 24    | 10    | 5     | 9  | 48.61%      | 39      | 35      | +4      |         |         |         |         |
| New York City Estados Unidos        | 1.ª                 | 2023                | 34   | 9    | 14   | 11   | 22.º | 1  | 0    | 0    | 1    | 3    | 1  | 0             | 2             | 1/16          | -             | -             | - | -     | 38    | 10    | 14    | 14 | 38.6%       | 40      | 42      | -2      |         |         |         |         |
| New York City Estados Unidos        | 1.ª                 | 2024                | 34   | 14   | 8    | 12   | 13.º | -  | -    | -    | -    | 5    | 1  | 3             | 1             | 1/4           | 4             | 1             | 1 | 2     | 43    | 16    | 12    | 15 | 46.51%      | 63      | 60      | +3      |         |         |         |         |
| New York City Estados Unidos        | Total               | Total               | 89   | 31   | 27   | 31   | -    | 1  | 0    | 0    | 1    | 8    | 2  | 3             | 3             | -             | 7             | 3             | 1 | 3     | 105   | 36    | 31    | 38 | 44.13%      | 142     | 137     | +5      |         |         |         |         |
| Manchester City Femenino Inglaterra | 1.ª                 | 2024-25             | 6    | 3    | 2    | 1    | 4.º  | 2  | 0    | 0    | 2    | 2    | 1  | 0             | 1             | 1/4           | -             | -             | - | -     | 10    | 4     | 2     | 4  | 46.67%      | 15      | 15      | +0      |         |         |         |         |
| Manchester City Femenino Inglaterra | Total               | Total               | 110  | 75   | 17   | 18   | -    | 62 | 49   | 2    | 11   | 24   | 15 | 4             | 5             | -             | -             | -             | - | -     | 196   | 139   | 23    | 34 | 74.66%      | 422     | 142     | +280    |         |         |         |         |
| Total en su carrera                 | Total en su carrera | Total en su carrera | 199  | 106  | 44   | 49   | -    | 63 | 49   | 2    | 12   | 32   | 17 | 7             | 8             | -             | 7             | 3             | 1 | 3     | 301   | 175   | 54    | 72 | 64.12%      | 564     | 279     | +285    |         |         |         |         |
| 1. 2. 3.                            |                     |                     |      |      |      |      |      |    |      |      |      |      |    |               |               |               |               |               |   |       |       |       |       |    |             |         |         |         |         |         |         |         |

### Resumen por competiciones
| Competición                           | Partidos | Ganados | Empatados | Perdidos | Ganados % |
| ------------------------------------- | -------- | ------- | --------- | -------- | --------- |
| Women's Super League                  | 110      | 75      | 17        | 18       | 73.33%    |
| Women's FA Cup                        | 23       | 18      | 0         | 5        | 78.26%    |
| FA Women's League Cup                 | 39       | 31      | 2         | 6        | 81.2%     |
| MLS                                   | 89       | 31      | 27        | 31       | 44.94%    |
| MLS Cup                               | 7        | 3       | 1         | 3        | 47.62%    |
| US Open Cup                           | 1        | 0       | 0         | 1        | 0%        |
| Liga de Campeones Femenina de la UEFA | 24       | 15      | 4         | 5        | 68.06%    |
| Leagues Cup                           | 8        | 2       | 3         | 3        | 37.5%     |
| TOTAL                                 | 301      | 175     | 54        | 72       | 64.12%    |

## Palmarés

### Como entrenador

#### Campeonatos nacionales
| Título               | Club                    | País       | Año     |
| -------------------- | ----------------------- | ---------- | ------- |
| FA WSL Cup           | Manchester City Women's | Inglaterra | 2014    |
| FA WSL Cup           | Manchester City Women's | Inglaterra | 2016    |
| Women's Super League | Manchester City Women's | Inglaterra | 2016    |
| Women's FA Cup       | Manchester City Women's | Inglaterra | 2016-17 |